# TUE Série 2005 (Supervia)
O TUE Hyundai Rotem Série - 2005 é um Trem unidade elétrico pertencente à frota da SuperVia, fabricados pela Hyundai Rotem entre os anos de 2005 e 2006. Cada composição é constituída de 4 carros com salão contínuo, formando um único salão.

## História
Em 1995 o governador do Rio de Janeiro Marcelo Alencar lançou o Programa Estadual de Transportes (PET-RJ), que entre seus objetivos, visava recuperar o sistema de Trens Urbanos do Rio de Janeiro, então transferido do governo federal (CBTU) para o governo do Rio (Flumitrens). Foram iniciadas negociações entre o governo do estado do Rio de Janeiro e os bancos Bird e Mundial visando a obtenção de um financiamento de 1,5 bilhão de dólares para financiar o programa.  
Após três anos, o Banco Mundial concedeu ao Rio de Janeiro um empréstimo inicial de 186 milhões de dólares para reformar sua malha de trens urbanos. Em 2000 o governo do Rio decidiu comprar 20 novos trens.   
Em 11 de julho de 2001 o governo do estado do Rio de Janeiro lançou edital de licitação para o fornecimento de 20 trens-unidade elétricos para operação nas linhas da concessionária SuperVia como parte das contrapartidas estaduais do contrato de concessão assinado em 1998.  A um custo de R$ 332,5 milhões (sendo 74% financiados pelo Banco Mundial), a concorrência previa o fornecimento dos primeiros trens para o segundo semestre de 2003.
Durante esse primeiro processo de licitação, as seguintes empresas apresentaram propostas:
- Consórcio Marubeni/Mitsui (Japão)
- Consórcio Changchui/Lorie
- Consórcio Bombardier/T’Trans
- Alstom
- Construcciones y Auxiliar de Ferrocarriles
- Siemens

Posteriormente o governo do Rio proibiu a participação da Marubeni, levando a Mitsui tentar incorporar a empresa Hitachi ao seu consórcio no lugar da empresa vetada.  
O processo de licitação acabou cancelado pelo governador Garotinho. O cancelamento da licitação e o atraso no fornecimento dos trens foram contestados pela SuperVia que chegou a apresentar um pedido de indenização de R$ 150 milhões junto a Agência Reguladora dos Serviços Públicos do Rio.

### Contratação
A gestão estadual seguinte, de Rosinha Garotinho, fez um acordo com a SuperVia e o processo de licitação dos 20 trens foi relançado em 16 de fevereiro de 2004.  
Três empresas participaram da licitação:
- Alstom, com proposta de R$ 385,7 milhões
- Siemens , R$ 420, 7 milhões
- Hyundai-Rotem/Mitsui, R$ 238, 3 milhões

O consórcio Hyundai-Rotem/Mitsui foi o vencedor após oferecer um valor bem mais baixo que seus concorrentes.
Os valores do consórcio foram contestados pela indústria brasileira, que insinuou uma prática de dumping pela Hyundai-Rotem.

### Operação
Os trens começaram a ser entregues em 2006. Na época foram apelidados pelos passageiros de "modernões", devido ao alto grau de tecnologia embarcada, muito diferente das composições antigas existentes que a empresa operava até então.

## Especificações
- Painéis eletrônicos: foi o primeiro a contar com painéis eletrônicos informativos, além de outras características marcantes como as TVs adaptadas no teto do carro.
- Assentos: diferentemente dos existente na Supervia, foi o primeiro equipado com um assento semi-transversal. O material do assento é FRP
- Tração: primeiro veículo elétrico a adotar o inversor VVVF IGBT.